# Коган, Ицхак Абрамович
И́цхак Абра́мович Ко́ган (род. 1946, Ленинград) — раввин московской синагоги на Большой Бронной. Руководитель объединения хасидов СНГ «Хабад-Любавич».

## Семья
Родился в религиозной семье, его дед по материнской линии Иосиф Тамарин был сподвижником Любавического ребе (руководителя еврейской религиозной общины «Хабад»). В 2002 Коган вспоминал: «Мой дедушка в 1950 году был замучен за выпечку мацы, но, тем не менее, семья продолжала жить религиозными канонами». Иосиф Тамарин умер сразу же после допроса у следователя во время «борьбы с космополитизмом» — ранее этого пожилого человека в течение трёх недель постоянно вызывали на допросы, что и стало причиной его смерти.

## Деятельность в СССР
Окончил вечернюю школу, одновременно работая токарем на заводе, а затем Ленинградский электротехнический институт. Работал инженером на военном предприятии, занимался разработкой систем управления атомных подводных лодок, стал начальником конструкторского бюро. И в это время соблюдал религиозные обряды, не выходил на работу по так называемым «чёрным» субботам (которые объявлялись рабочими днями), отрабатывая за это в другие дни.
После подачи заявления на выезд в Израиль в 1974 (оно не было удовлетворено, как и аналогичные заявления других специалистов, работавших в военно-промышленном комплексе), был вынужден уйти с завода. Занимался ремонтом холодильников, изучал еврейскую религию и культуру; его квартира стала одним из центров религиозной жизни евреев Ленинграда.

## Раввин
В 1988 Когану, наконец, было разрешено выехать в Израиль. Там он некоторое время служил в армии, занимался эвакуацией еврейских детей из зоны Чернобыльской аварии в Израиль, а также поставками в зону бедствия кошерных продуктов питания, организовывал строительство коттеджей для переселенцев в Иерусалиме. Но уже в 1991 по благословению Любавического Ребе он вернулся в Россию. Стал раввином синагоги на Большой Бронной, которая в том же 1991 была передана верующим. Возглавил реконструкцию синагоги, которая завершилась в 2004. Организовал при синагоге благотворительную столовую, медицинскую помощь инвалидам. При синагоге действует региональный общественный фонд помощи слепым и слабовидящим людям.
Синагога на Большой Бронной неоднократно подвергалась нападениям. В 1993 в неё была брошена бутылка с зажигательной смесью. В 1999 сын раввина Когана обнаружил заложенное взрывное устройство, которое было уничтожено вызванными на место происшествия сотрудниками ФСБ. 11 января 2006 20-летний Александр Копцев напал на синагогу и ранил ножом девятерых человек, в том числе Ицхака Когана, но был задержан раввином, его сыном Иосифом и прихожанами.
О раввине Когане снято несколько фильмов: «Чернобыльские дети» (о его участии в операции по спасению детей из зоны чернобыльской катастрофы), «Белая ворона» (хроникальный сериал о людях с необычной судьбой), «Хасиды зажигают огни» и «Раввин».

Президент фонда «Холокост» Алла Гербер: 

Его путь в религию — это не путь человека, который шёл-шёл мимо и зашёл. Это путь долгий, путь серьёзный, путь чтения, путь книги. Он вообще человек книги, он очень много знает, очень много читает. Он очень хорошо говорит, у него замечательные лекции об иудаизме. Его синагога и самая популярная, и самая подвергаемая опасности… У него всегда много паствы. Он человек необыкновенного обаяния, очень добрый, душевно щедрый… Это человек улыбки, внимания. Нет праздника, нет даты, когда я бы не получила от него поздравления. Он человек на редкость душевный. Человек, который замечательно знает и любит музыку. Очень образованный и одновременно демократичный.

 Человек недели: Ицхак Коган. Радио «Свобода», 15 января 2006 год.